# 王建国 (1965年10月)
王建国（1965年10月—），男，山西吕梁离石县人，中华人民共和国政治人物。毕业于山西大学中文系、山西省委党校公共管理专业，中国共产党党员，孝义市人民政府前市长，2014年12月月初在习近平反腐中落马。

## 生平
1965年，王建国出生在山西省吕梁市离石县（包括中阳县和离山县，今离石区）。1981年8月，王建国考入山西大学中文系汉语言文学专业，1985年7月毕业。
1985年8月，王建国参加工作，被分配到吕梁地区水泥厂、吕梁行署经委、财委，1988年11月加入中国共产党。1987年2月到1988年5月，王建国在吕梁行署人事局当一名普通科员，正式踏入仕途。1988年5月到1993年4月，王建国升任吕梁行署责任制办公室奖惩科副科长。1993年4月到2002年8月，王建国第二次升职，担任吕梁行署责任制办公室综合科科长。2002年8月到2009年10月，王建国调任柳林县委常委、组织部部长。2009年11月到2013年7月，王建国调往中阳县，担任县委副书记、县长。2013年7月15日，王建国调到孝义市，担任孝义市人民政府副市长、代市长。2013年8月8日，王建国正式任孝义市人民政府市长。
2014年12月3日，王建国因“严重违纪违法”接受中国共产党中央纪律检查委员会调查。